# Зесбах
Зесбах (њем. Seesbach) општина је у њемачкој савезној држави Рајна-Палатинат. Једно је од 119 општинских средишта округа Бад Кројцнах. Према процјени из 2010. у општини је живјело 585 становника. Посједује регионалну шифру (AGS) 7133094.

## Географски и демографски подаци
Зесбах се налази у савезној држави Рајна-Палатинат у округу Бад Кројцнах. Општина се налази на надморској висини од 375 метара. Површина општине износи 6,1 km². У самом мјесту је, према процјени из 2010. године, живјело 585 становника. Просјечна густина становништва износи 97 становника/km².